# The Art of Letting Go (Mariah Carey)
The Art of Letting Go è un singolo della cantautrice   statunitense Mariah Carey, pubblicato l'11 novembre 2013. Il brano anticipa l'album Me. I Am Mariah... The Elusive Chanteuse, che sarà pubblicato il 27 maggio 2014. Il singolo è stato pubblicato in anteprima sulla pagina Facebook della cantautrice. La canzone ha riscosso poco successo commerciale a causa della cattiva promozione e della poca commerciabilità del brano. Il sound richiama molto all'R&B anni '80 e al Soul.